# Det ska vi fira
Det ska vi fira var under 1960- och 1970-talet ett populärt underhållningsprogram i Sveriges Radio. Det innehöll gratulationer på bemärkelsedagar och musikönskningar. 
Programmet sändes första gången den 8 maj 1961 i samband med starten av Melodiradion, och upphörde vid mitten av 1970-talet. Den första programledaren var vissångerskan Karin Juel, och signaturmelodi var "Strö lite rosor..." av Sven Helin.
Det ska vi fira skapades under Tage Danielssons tid som chef för Sveriges Radios underhållningsavdelning.